# Catedral de Ertatsminda
La catedral de Ertatsminda (en georgiano: ერთაწმინდის ტაძარი) es una catedral ortodoxa en el municipio de Kaspi, Georgia. Se encuentra en el centro del pueblo de Ertatsminda. El nombre "Ertazminda" deriva de la palabra "Estatezminda" (en georgiano: ესტატეწმინდა), cuyo significado es San Eustaquio.

## Historia
Fue construida en el siglo XIII y estilísticamente es similar a otros edificios de estilo georgiano de la época medieval, como la iglesia de Ikorta, la iglesia deTsughrughasheni, el monasterio de Pitareti, el monasterio de Betania y el de Kvatakhevi. Está hecha de piedra tallada y su gran cúpula descansa sobre dos pilares independientes. El ábside está flanqueado por dos habitaciones contiguas de dos pisos. La catedral está decorada con murales. El edificio es particularmente conocido por su rica fachada con una cruz ornamentada.  
En el siglo XVII fue confiada a la administración de la familia Tarkhan-Mouravi. Entre otros, Paata, el hijo de Giorgi Saakadze asesinado por el Sah Abbas I, fue enterrado allí. Fue dedicada a Eustaquio de Mtskheta, un santo asesinado por los persas en 550 por haber negado el zoroastrismo.

## Galería

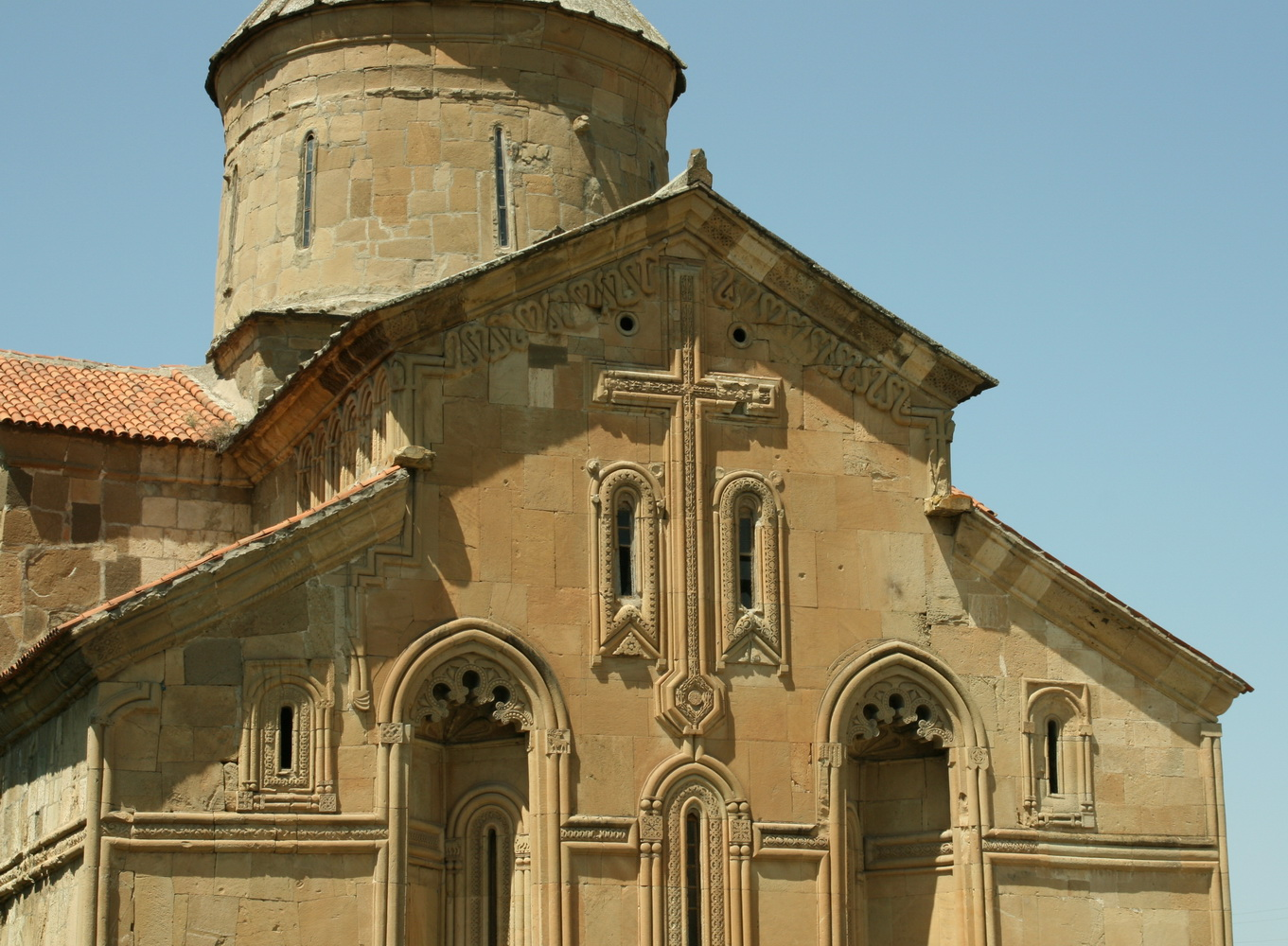
Fachada
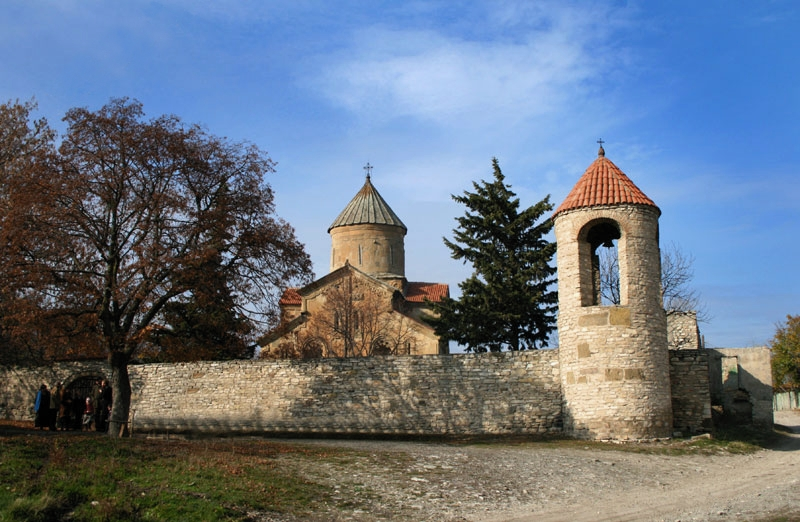
Campanario
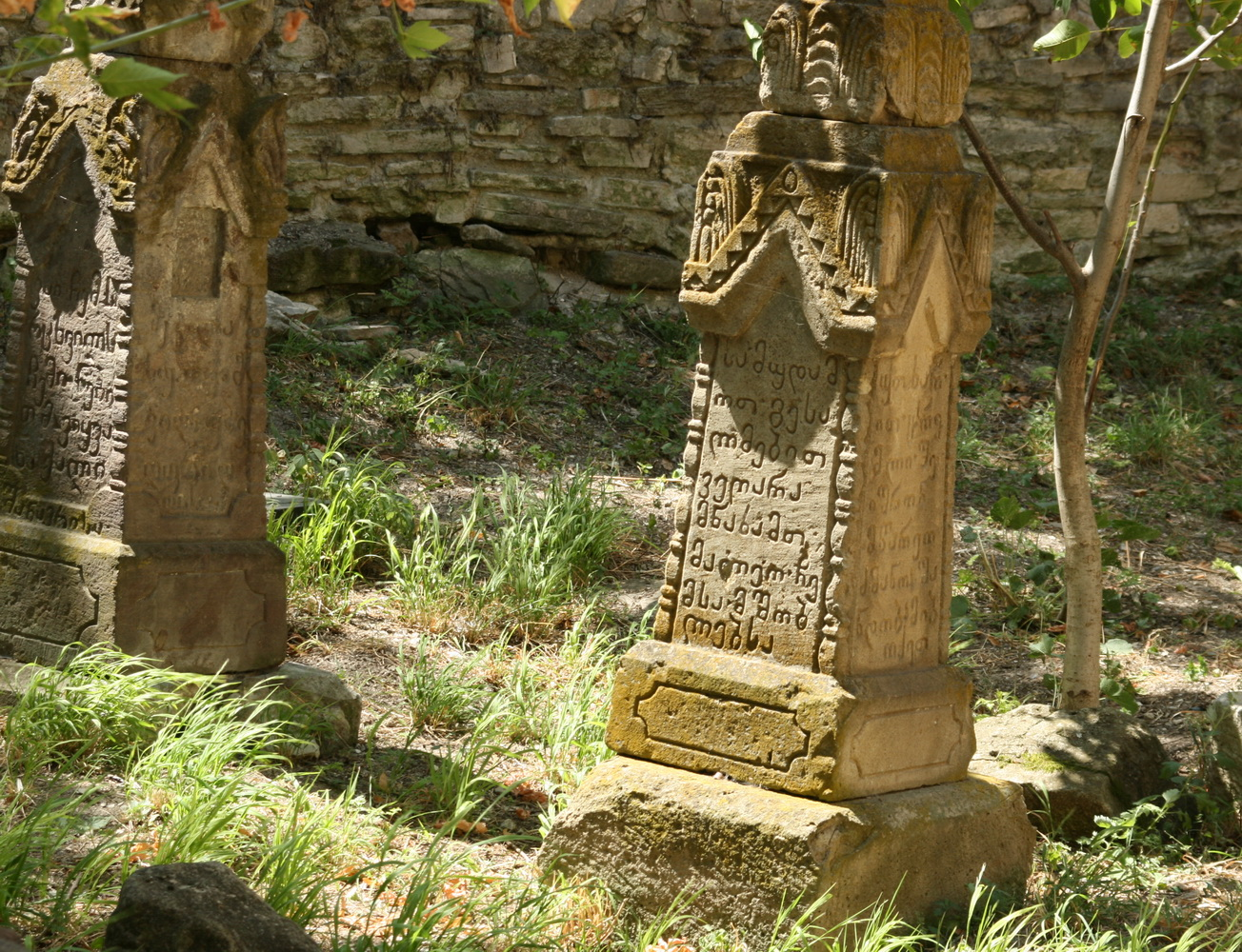
Tumbas